# فيات 500
فيات 500 (بالإيطالية: Fiat 500)‏ هي سيارة صغيرة أنتجتها شركة فيات الإيطالية سنة 1957 وكانت سيارة ناجحة لصغر حجمها وقوة محركها، وتوقف الإنتاج عام 1975، وخلال فترة الإنتاج لم يتم طرح إلا جيل واحد من السيارة. تم طرح السيارة كبديل لفيات 500 «توبولينو» المصنعة بين أعوام 1936-1955.

## المبيعات
عدد الوحدات المباعة من فيات 500 هو 3.893.294 وحدة.

## معرض الصور

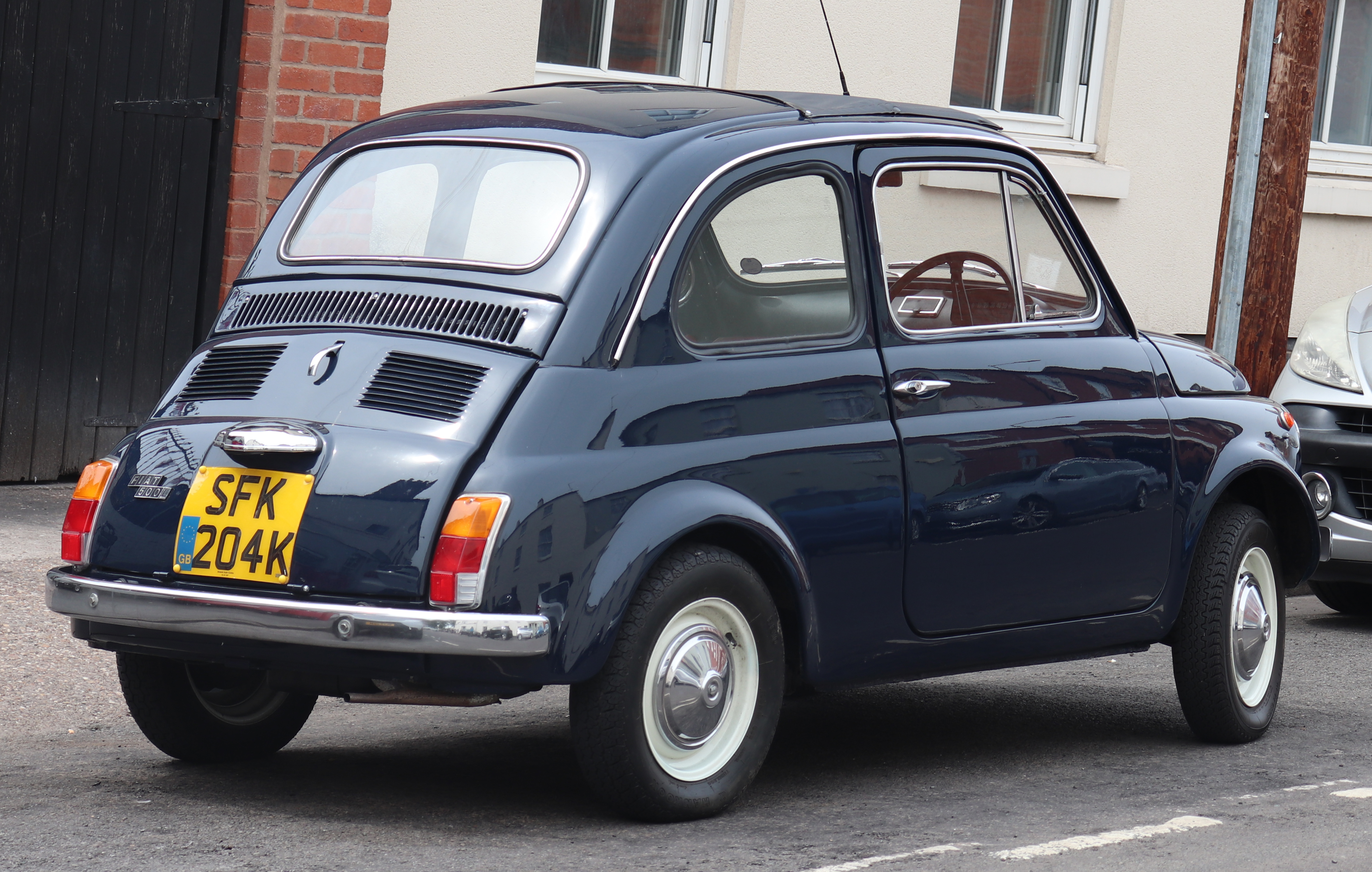
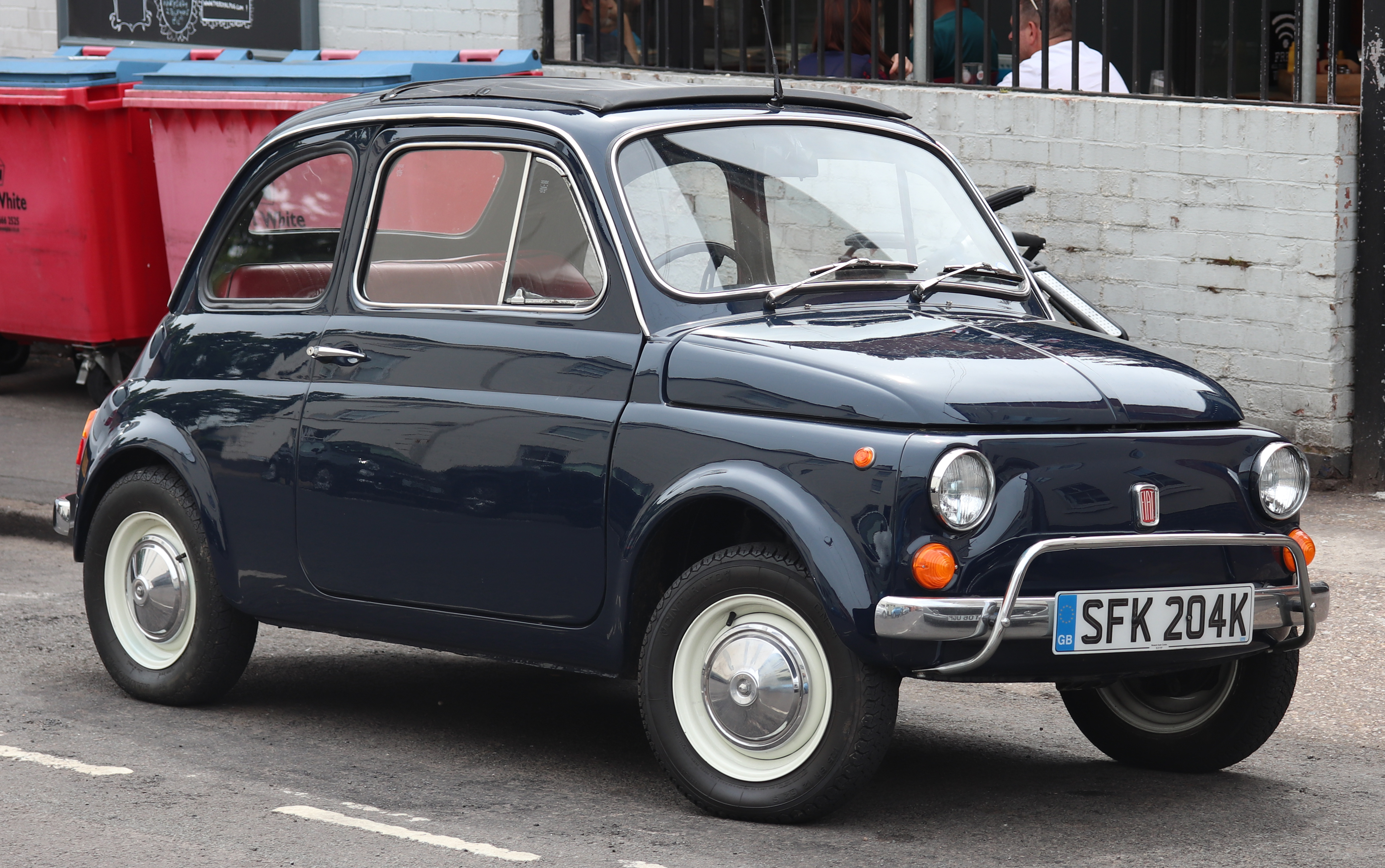
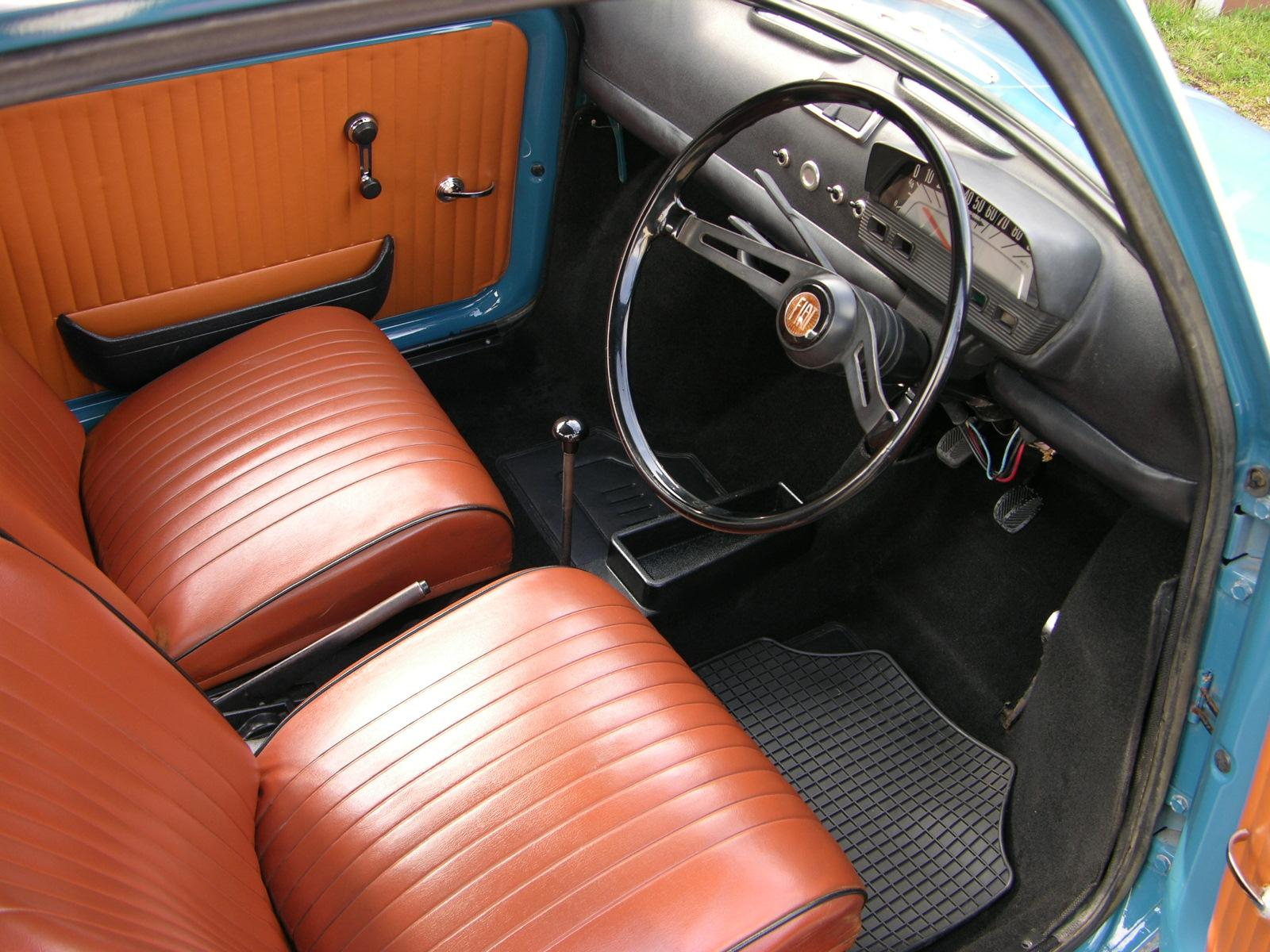